# Помазуєв Володимир Володимирович
Володи́мир Володи́мирович Помазу́єв — майор Збройних сил України, учасник російсько-української війни.

## З життєпису
Станом на січень 2013 року — у складі української миротворчої місії в Ліберії, вертолітник, Мі-24.
На початку травня 2014 року в таборі українських військовиків під Слов'янськом відзначений — нагороджений годинником від імені Прем'єр-Міністра України.

## Нагороди
31 жовтня 2014 року за особисту мужність і героїзм, виявлені у захисті державного суверенітету та територіальної цілісності України, вірність військовій присязі під час російсько-української війни, відзначений — нагороджений орденом «За мужність» III ступеня.